# Thalassoma lunare
El lábrido lunar (Thalassoma lunare) es una especie de peces de la familia Labridae en el orden de los Perciformes.
El juvenil es azul en la mitad inferior de su cuerpo, con una mancha negra en el medio de la aleta dorsal y una mancha negra en la base de la aleta caudal. A medida que madura, la mancha se convierte en una media luna amarilla, de ahí el nombre. El cuerpo es verde, con escamas marcadas prominentemente. La coloración de la cabeza varía de azul a magenta, con un patrón de tablero de ajedrez roto.
Los lábridos lunares son peces activos, se dice que se mueven todo el día. También son territoriales, mordisquean, persiguen y acosan a los peces que se interponen en su camino.
Al ser diurnos, los lábridos tienen una visión fuerte, aunque también tienen un sentido del olfato decente. Por la noche, descansan en nichos a menudo debajo de rocas u otras estructuras similares. Si es necesario, un lábrido lunar puede excavar un espacio debajo de una roca nadando repetidamente a través de ella hasta que encaje sin luchar.

## Morfología
- Los machos pueden llegar alcanzar los 25 cm de longitud total.[1]

## Distribución y hábitat
Se encuentra desde el Mar Rojo y el África Oriental hasta el sur del Japón y el norte de Nueva Zelanda. Es un habitante de los arrecifes de coral y áreas circundantes a profundidades de 1 a 20 m (3.3 a 65.6 pies).